# Mistrzostwa Polski Juniorów Młodszych w Lekkoatletyce 2015
XXI. Mistrzostwa Polski juniorów młodszych w lekkiej atletyce – zawody lekkoatletyczne dla sportowców w wieku 16-17 lat organizowane pod egidą Polskiego Związku Lekkiej Atletyki, które odbywały się od 5 do 7 sierpnia w Łodzi.

## Rezultaty

### Mężczyźni
| Konkurencja:                       | 1. miejsce                                                                           | Rezultat      | 2. miejsce                                                                             | Rezultat   | 3. miejsce                                                                                               | Rezultat   |
| Bieg na 100 metrów                 | Adrian Wesela UKS Orkan Środa Wlkp.                                                  | 10,68         | Michał Jabłoński MKL Toruń                                                             | 10,83      | Dominik Smosarski PKS Gwardia Szczytno                                                                   | 10,86      |
| Bieg na 200 metrów                 | Adrian Wesela UKS Orkan Środa Wlkp.                                                  | 21,70         | Dominik Smosarski PKS Gwardia Szczytno                                                 | 21,87      | Adrian Wojciechowski UKS Czapla Białe Błota                                                              | 22,41      |
| Bieg na 400 metrów                 | Natan Fiedeń LKS Pszczyna                                                            | 48,08 PB      | Mateusz Wójcik AZS Łódź                                                                | 48,72 PB   | Maciej Hołub AZS UMCS Lublin                                                                             | 48,85 PB   |
| Bieg na 800 metrów                 | Patryk Sieradzki CWZS Zawisza Bydgoszcz SL                                           | 1:53,39       | Patryk Kozłowski RLTL ZTE Radom                                                        | 1:53,58 PB | Michał Kitliński AZS UMCS Lublin                                                                         | 1:53,98 PB |
| Bieg na 1500 metrów                | Szymon Karasiewicz LKS Lubusz Słubice                                                | 4:06,24       | Szymon Zięba UKS Tiki-Taka Kolbuszowa                                                  | 4:06,44    | Andrzej Kowalczyk ULKS Fajfer 2001 Łapanów                                                               | 4:07,80    |
| Bieg na 3000 metrów                | Radosław Jankowski MLKS Baszta Bytów                                                 | 8:38,70       | Marcin Biskup CWZS Zawisza Bydgoszcz SL                                                | 8:41,12 PB | Stanisław Lebioda KKS Victoria Stalowa Wola                                                              | 8:44,15    |
| Bieg na 100 metrów przez płotki    | Wiktor Stantkiewicz STS Pomerania Szczecinek                                         | 14,13         | Michał Sierocki AZS UMCS Lublin                                                        | 14,21 PB   | Patryk Baran MKS Sambor Tczew                                                                            | 14,35      |
| Bieg na 400 metrów przez płotki    | Kamil Aniszewski LKS Jantar Ustka                                                    | 52,75 PB      | Kacper Grzelczak MUKS Kadet Rawicz                                                     | 53,85 PB   | Adam Mroczek AZS Łódź                                                                                    | 53,92 PB   |
| Bieg na 2000 metrów z przeszkodami | Patryk Ciecierski MKST Astra Nowa Sól                                                | 6:12,07       | Mateusz Wielgus KS Podlasie Białystok                                                  | 6:16,45    | Paweł Widłak LKS Kłos Olkusz                                                                             | 6:18,73 PB |
| Sztafeta 4 × 100 m                 | MKL Toruń Piotr Formaniewicz Adrian Brzeziński Maksymilian Kowalski Michał Jabłoński | 43,04 SB      | KS Podlasie Białystok Gabriel Szczecina Artur Dakowicz Maciej Stukan Mateusz Łaniewski | 43,06 SB   | GKS Olimpia Grudziądz Gracjan Wiśniewski Miłosz Dziedziech Kornel Karnia Marcin Bartoszyński             | 43,98 SB   |
| Sztafeta 4 × 400 m                 | AZS UMCS Lublin Michał Sierocki Michał Kitliński Karol Kania Maciej Hołub            | 3:23,24       | AZS Łódź Bartłomiej Karkowski Adam Mroczek Mateusz Stępień Mateusz Wójcik              | 3:24,15 SB | LŁKS Prefbet Śniadowo Łomża Grzegorz Sokołowski Gracjan Szczechowski Piotr Kurządkowski Jakub Strzelczyk | 3:24,18 SB |
| Skok w dal                         | Patryk Baran MKS Sambor Tczew                                                        | 6,98          | Jakub Klęsk KS Gwardia Piła                                                            | 6,75 PB    | Marcin Syski MKS Durasan Płońsk                                                                          | 6,74 SB    |
| Trójskok                           | Jakub Andrzejczak MKS Aleksandrów Łódzki                                             | 14,60 SB      | Bartosz Świerczyna MKS-MOS Płomień Sosnowiec                                           | 14,27 PB   | Michał Majchrzak AZS-AWFiS Gdańsk                                                                        | 14,26 PB   |
| Skok wzwyż                         | Maciej Grynienko UKS Orlica Domaniów                                                 | 2,14 PB       | Szymon Rudek WKS Flota Gdynia                                                          | 2,10 PB    | Krzysztof Karkowski LUKS Warmia Lidzbark Warmiński                                                       | 2,01       |
| Skok o tyczce                      | Jakub Adamczyk OSOT Szczecin                                                         | 4,20          | Przemysław Kazimierczak MLKS Echo Twardogóra                                           | 4,10 PB    | Andrzej Łaski LLKS Ziemi Kociewskiej Skórcz                                                              | 4,10 =PB   |
| Pchnięcie kulą                     | Szymon Mazur MKS-MOS Płomień Sosnowiec                                               | 20,43         | Patryk Zygmunt ULKS Uczniak Szprotawa                                                  | 19,00 PB   | Oskar Stachnik ULKS Uczniak Szprotawa                                                                    | 17,64      |
| Rzut dyskiem                       | Oskar Stachnik ULKS Uczniak Szprotawa                                                | 58,98         | Szymon Mazur MKS-MOS Płomień Sosnowiec                                                 | 58,96      | Wojciech Koszałka LKS Ziemi Puckiej Puck                                                                 | 54,05      |
| Rzut młotem                        | Radosław Sikora BKS Bydgoszcz                                                        | 71,68 PB      | Kamil Swancar LUKS Orkan Września                                                      | 66,74 PB   | Szymon Gajda LLKS Ziemi Kociewskiej Skórcz                                                               | 65,93 PB   |
| Rzut oszczepem                     | Cyprian Mrzygłód KS Polonia Pasłęk                                                   | 76,47 PB RPJm | Mateusz Zabłocki AZS-AWFiS Gdańsk                                                      | 69,77      | Mateusz Gunera MKS Olimp Łobez                                                                           | 68,10 PB   |
| Dziesięciobój                      | Radosław Sobczyk MKS Ustroń                                                          | 6772 pkt.     | Mikołaj Jakóbczak LKS Orkan Ostrzeszów                                                 | 6492 pkt.  | Miłosz Szymański ALKS PWSZ Gorzów Wlkp.                                                                  | 6113 pkt.  |
| Chód na 10 000 metrów              | Arkadiusz Drozdowicz PLKS Gwda Piła                                                  | 49:32,94      | Robert Goławski WLKS Iganie Nowe                                                       | 49:48,12   | Michał Wiater KS Agros Zamość                                                                            | 50:39,15   |

### Kobiety
| Konkurencja:                       | 1. miejsce                                                                        | Rezultat          | 2. miejsce                                                                               | Rezultat      | 3. miejsce                                                                                              | Rezultat     |
| Bieg na 100 metrów                 | Olga Pietrzak KS Zawkrze Mława                                                    | 11,82             | Klaudia Adamek KS Gwardia Piła                                                           | 11,89         | Martyna Kotwiła RLTL ZTE Radom                                                                          | 11,91        |
| Bieg na 200 metrów                 | Klaudia Adamek KS Gwardia Piła                                                    | 24,60             | Olga Pietrzak KS Zawkrze Mława                                                           | 24,60 PB      | Marlena Gola KS Podlasie Białystok                                                                      | 24,94 PB     |
| Bieg na 400 metrów                 | Natalia Kaczmarek ALKS PWSZ Gorzów Wlkp                                           | 54,60             | Karolina Łozowska KS Podlasie Białystok                                                  | 55,74 PB      | Natalia Węglarz MKS-4 SMS Victoria Racibórz                                                             | 56,20 PB     |
| Bieg na 800 metrów                 | Oliwia Olszok MKS-MOSM Bytom                                                      | 2:09,60           | Adrianna Czapla MKS-MOS Płomień Sosnowiec                                                | 2:11,60       | Weronika Dworecka OKLA Ostrołęka                                                                        | 2:11,95      |
| Bieg na 1500 metrów                | Weronika Lizakowska KUKS Remus Kościerzyna                                        | 4:32,57           | Beata Topka ULKS Talex Borzytuchom                                                       | 4:32,73 PB    | Iga Jastrzębska ZLKL Zielona Góra                                                                       | 4:36,60 SB   |
| Bieg na 3000 metrów                | Eliza Megger GKS Olimpia Grudziądz                                                | 10:14,77 PB       | Kamila Pogoda MKST Astra Nowa Sól                                                        | 10:28,89 PB   | Klaudia Cybulska LKS Mazowsze Teresin                                                                   | 10:30,18 PB  |
| Bieg na 100 metrów przez płotki    | Klaudia Siciarz KS AZS AWF Kraków                                                 | 13,75             | Natalia Kaczmarek ALKS PWSZ Gorzów Wlkp                                                  | 14,27         | Marcelina Winkowska MKS Juvenia Puszczykowo                                                             | 14,33        |
| Bieg na 400 metrów przez płotki    | Natalia Wosztyl RLTL ZTE Radom                                                    | 60,24 PB          | Izabela Wujkowska KS AZS UWM Olsztyn                                                     | 61,41 PB      | Katarzyna Martyna WKS Wawel Kraków                                                                      | 61,43 PB     |
| Bieg na 2000 metrów z przeszkodami | Agnieszka Gieruń WLKS Wrocław                                                     | 7:07,25           | Sylwia Bąba MKS Stal Nowa Dęba                                                           | 7:16,45 SB    | Adrianna Maniukiewicz ALKS PWSZ Gorzów Wlkp.                                                            | 7:16,80 PB   |
| Sztafeta 4 × 100 m                 | RLTL ZTE Radom Weronika Tkaczyk Natalia Wosztyl Izabela Smolińska Martyna Kotwiła | 47,52             | WKS Wawel Kraków Anna Stasiak Karolina Barańska Gaja Wota Katarzyna Martyna              | 48,19 SB      | CWKS Resovia Maria Kazior Klaudia Wotunik Nikola Ignasiak Karolina Śledziona                            | 48,79        |
| Sztafeta 4 × 400 m                 | WKS Wawel Kraków Karolina Barańska Weronika Puto Gaja Wota Katarzyna Martyna      | 3:57,38           | RLTL ZTE Radom Izabela Smolińska Paulina Glibowska Patrycja Strzałkowska Natalia Wosztyl | 3:58,01 SB    | LŁKS Prefbet Śniadowo Łomża Weronika Kulawczyk Magdalena Górska Aleksandra Matejkowska Diana Piotrowska | 3:59,42 SB   |
| Skok w dal                         | Dominika Kwaszcz MKS Bolesłavia Bolesławiec                                       | 5,92 PB           | Gaja Wota WKS Wawel Kraków                                                               | 5,82          | Oliwia Dąbrowska AZS-AWF Gorzów                                                                         | 5,55         |
| Trójskok                           | Wiktoria Liberska BKS Bydgoszcz                                                   | 12,02             | Marcelina Forduńska MKS Sambor Tczew                                                     | 11,90         | Paulina Szablewska RKS Łódź                                                                             | 11,78 PB     |
| Skok wzwyż                         | Aleksandra Nowakowska RKS Łódź                                                    | 1,78              | Julia Dutkiewicz KS Stal Ostrów Wlkp.                                                    | 1,76 PB       | Marta Kwiecień MKS Hermes Gryfino                                                                       | 1,70 PB      |
| Skok o tyczce                      | Agnieszka Kaszuba KL Gdynia                                                       | 3,85              | Agnieszka Maciak OKS Skra Warszawa Milena Lipińska AZS UMCS Lublin                       | 3,50 =PB 3,50 | |              |
| Pchnięcie kulą                     | Maja Ślepowrońska MKS Pułtusk                                                     | 16,87             | Anna Niedbała WKS Wawel Kraków                                                           | 16,16 PB      | Nikola Sułek MMKS Gdańsk                                                                                | 15,90        |
| Rzut dyskiem                       | Maja Ślepowrońska MKS Pułtusk                                                     | 45,50 PB          | Ewa Staruch AZS-AWF Warszawa                                                             | 43,65         | Agnieszka Kulak LKS Jantar Ustka                                                                        | 40,96        |
| Rzut młotem                        | Kamila Błaszczyk MUKS Park Zduńska Wola                                           | 57,83 PB          | Patrycja Maciejewska UKS Achilles Leszno                                                 | 57,39 PB      | Aleksandra Osiak AZS UMCS Lublin                                                                        | 56,18        |
| Rzut oszczepem                     | Sandra Radecka CWZS Zawisza Bydgoszcz SL                                          | 50,32 PB          | Weronika Mieczkowska LKS Lubawa                                                          | 48,87 PB      | Joanna Hajdrowska RLTL ZTE Radom                                                                        | 47,74 PB     |
| Siedmiobój                         | Patrycja Adamczyk KS Polonia Pasłęk                                               | 5320 pkt. PB RPJm | Adrianna Sułek CWZS Zawisza Bydgoszcz SL                                                 | 5101 pkt. PB  | Linda Weiszewski MKL Toruń                                                                              | 4918 pkt. PB |
| Chód na 5000 metrów                | Emila Gręziak WLKS Iganie Nowe                                                    | 24:18,32          | Małgorzata Cetnarska KKS Victoria Stalowa Wola                                           | 26:01,69      | Zuzanna Drygalska CMKL Człuchów                                                                         | 26:13,40     |